# Meteorus eaclidis
Meteorus eaclidis är en stekelart som beskrevs av Muesebeck 1958. Meteorus eaclidis ingår i släktet Meteorus och familjen bracksteklar. Inga underarter finns listade i Catalogue of Life.